# 尺丈山
尺丈山（しゃくじょうさん）は、茨城県・栃木県の県境にある標高511.5 mの山である。

## 概要
尺丈山は、茨城県常陸大宮市、茨城県久慈郡大子町、栃木県那須郡那珂川町の境に位置しており、八溝山地の鷲子山塊に属している。
登山道がよく整備されており比較的登りやすく、山頂付近にはトイレ、展望小屋、ベンチがあり、初心者でも気軽に登ることが出来る。
山頂付近までは林道が整備されていて、自動車で頂上付近まで上がることもでき、小さな子供を連れてのハイキングも可能である。山頂には尺丈山駒形神社がある。
空気の澄んだ冬季には遠方に富士山を観ることも可能である。
山頂直下の看板によると、尺丈山「百樹の森」は、森の生態系の復元と里山づくりを目指し、1997年度から広葉樹等の苗木を植栽し、100年後の森づくりを行っている。しかし、2001年4月と2004年4月の2回、山頂付近の4 haもの面積が山林火災に遭っている。このため、看板では火災を起こさぬよう注意喚起を行っている。

## 交通
国道293号を常陸大宮市美和（旧美和村）方面へ向かい、花立トンネル先の交差点を県道29号へ進む。
常陸大宮市役所美和総合支所を過ぎて案内看板に従いT字路を左折し県道32号に入る。
その後、案内表示板に従い進んでゆくと登山道入り口駐車場に到達する。
車で頂上付近まで登る場合は、そのまま駐車場を通過し、林道を進んでゆくと頂上付近の広場まで進行できる。

## ギャラリー

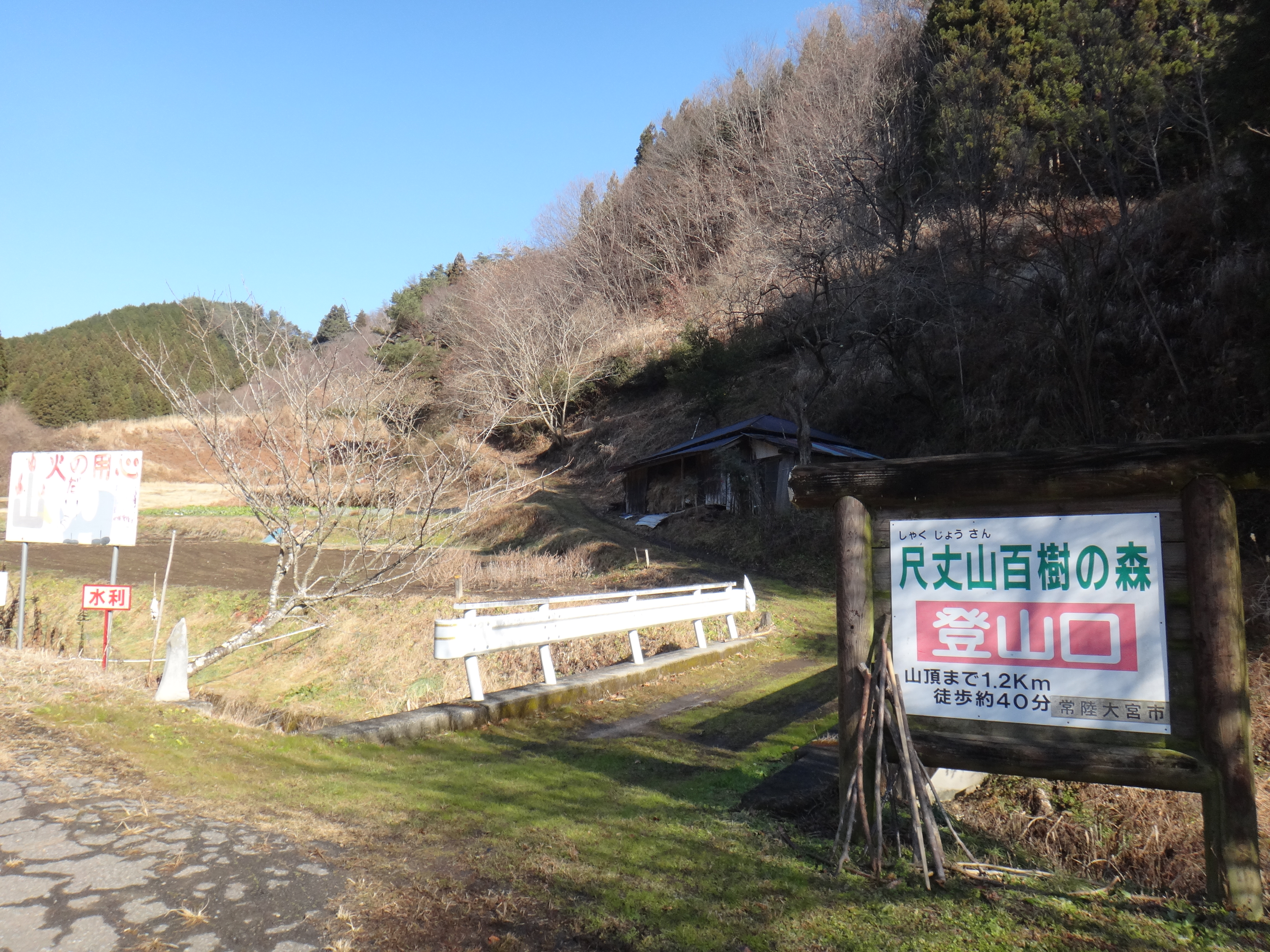
尺丈山登山口
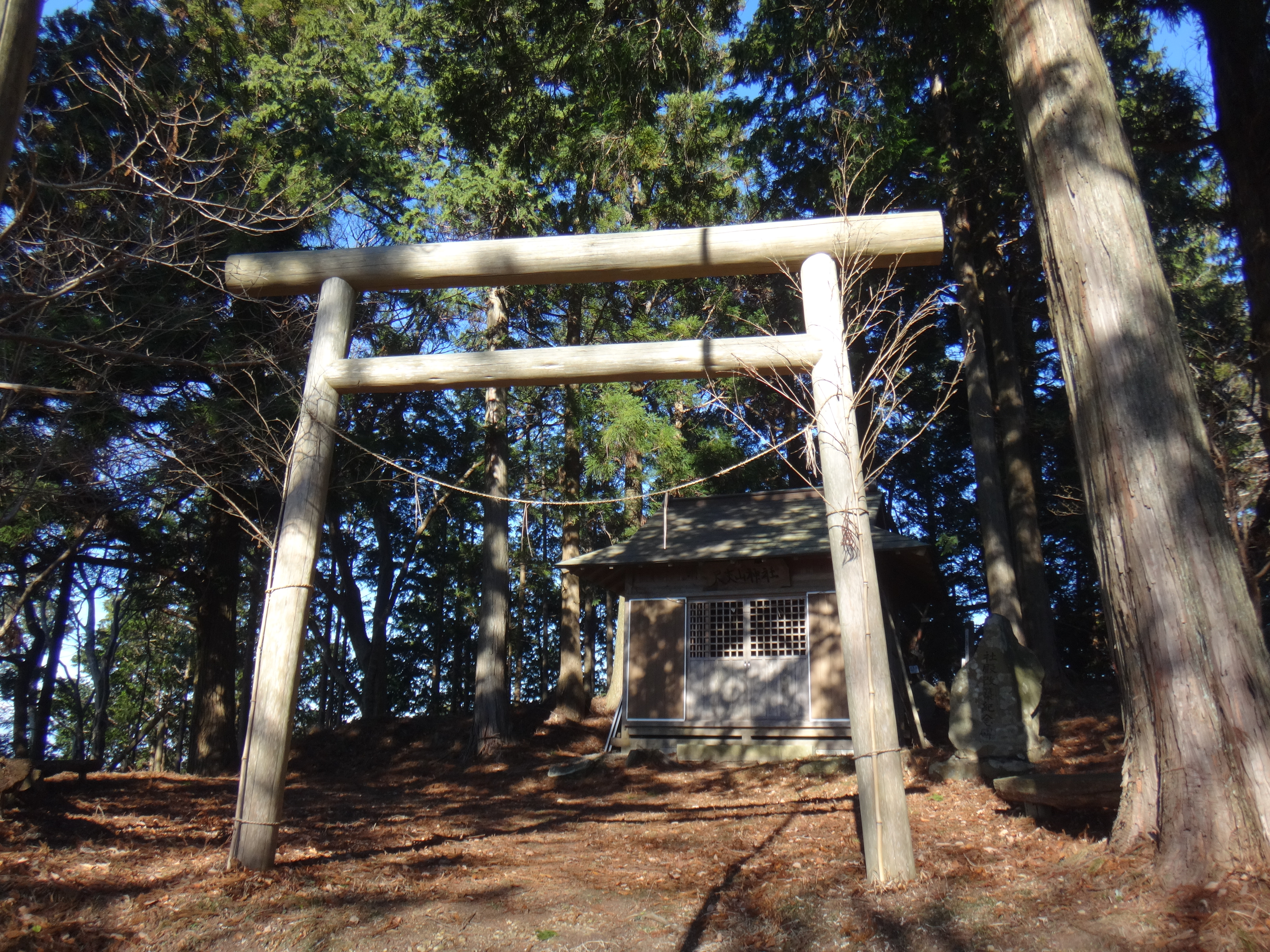
尺丈山駒形神社
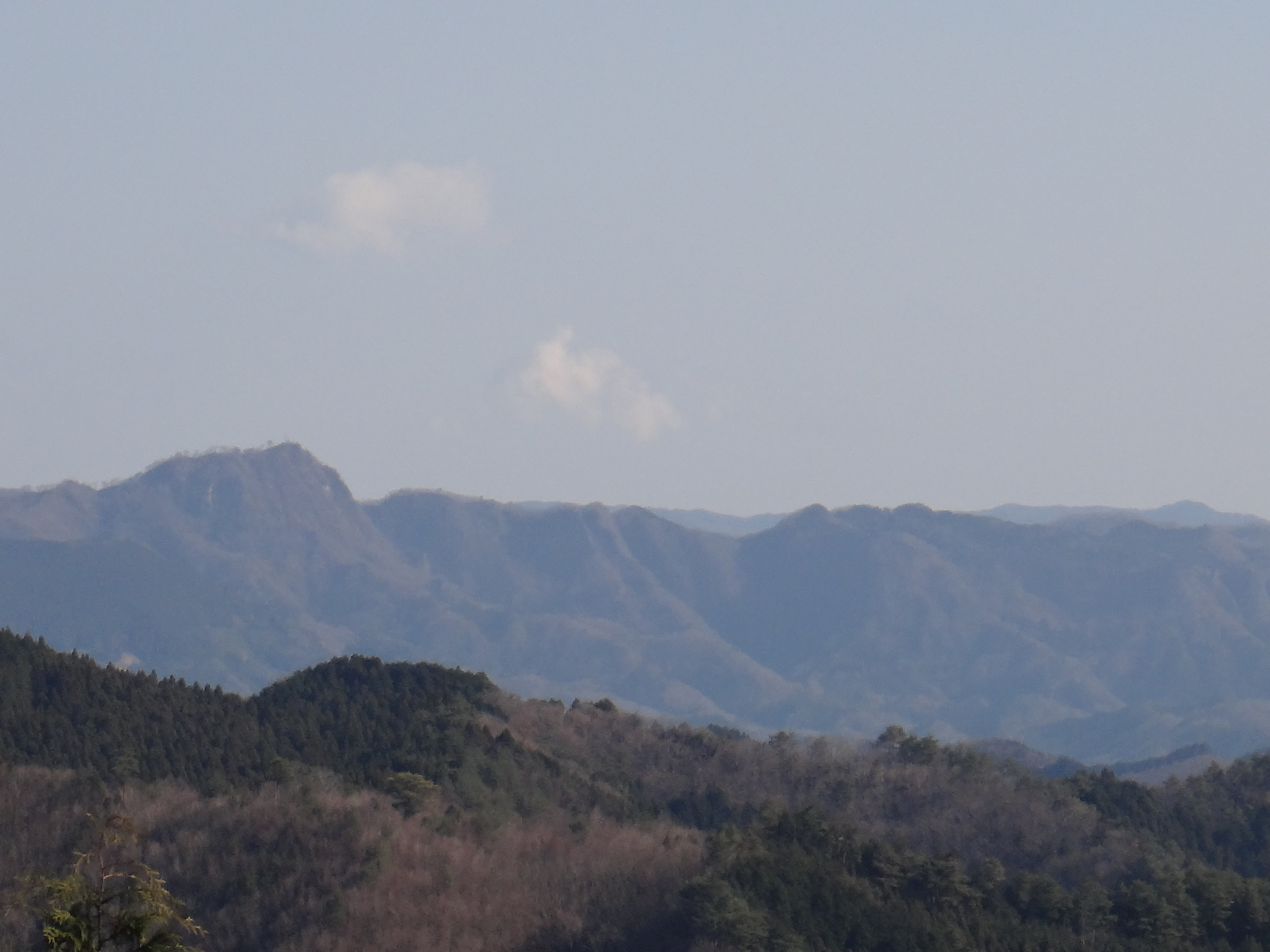
尺丈山からの奥久慈男体山
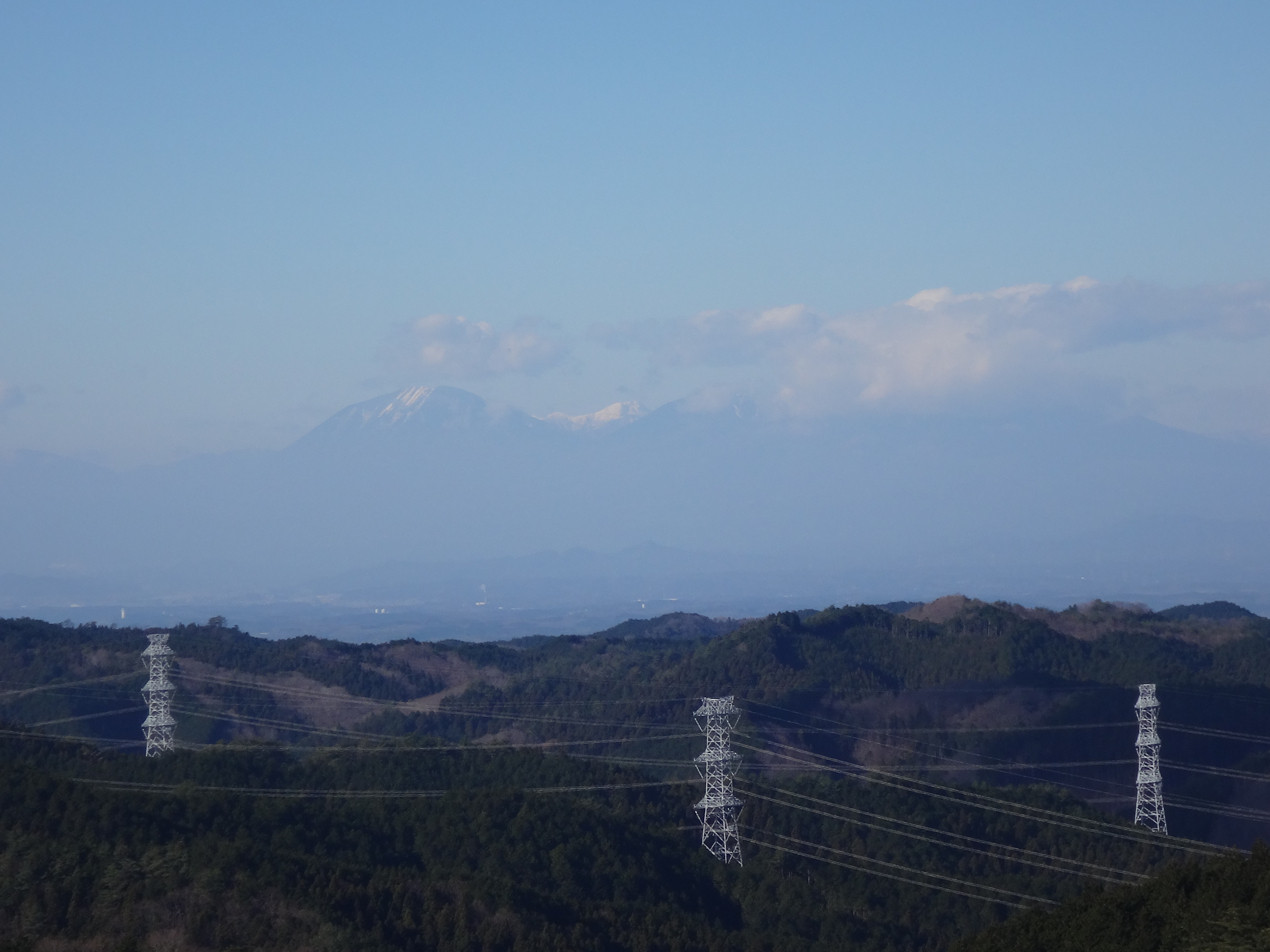
尺丈山からの日光連山